# Typhlichthys subterraneus
Typhlichthys subterraneus é uma espécie de peixe da família Amblyopsidae.
É endémica dos Estados Unidos da América.